# Новопетрівка (Смолінська селищна громада)
Новопетрі́вка — село в Україні, у Смолінській селищній громаді Новоукраїнського району Кіровоградської області. Населення становить 406 осіб. Орган місцевого самоврядування — Смолінська селищна рада.

## Історичні відомості
На карті, Трехверстовка Шуберта. Лист 26-10 Єлисаветград 1868—1921 г. є позначка хутор Нечаєвка з нього і почалась історія Новопетрівки[джерело?].

## Населення
Згідно з переписом УРСР 1989 року чисельність наявного населення села становила 312 осіб, з яких 124 чоловіки та 188 жінок.
За переписом населення України 2001 року в селі мешкало 406 осіб.

### Мова
Розподіл населення за рідною мовою за даними перепису 2001 року:
| Мова       | Відсоток |
| ---------- | -------- |
| українська | 93,35 %  |
| російська  | 6,65 %   |